# Sei una carogna... e t'ammazzo!
Sei una carogna... e t'ammazzo! è un film del 1972 diretto da Manuel Esteba, con Pierre Brice e Fernando Sancho.

## Trama
Barrett, costringe i piccoli proprietari locali a cedere le proprie terre e, per giunta, con contratti artefatti.